# Tony Williams (músico británico)
Tony Williams (nacido como Anthony Williams, el 19 de agosto de 1947, en Durham, Condado de Durham, Inglaterra) es un bajista que formó parte durante 1972 de la banda de folk-rock escocesa Stealers Wheel.
En 1978, a causa de la grave enfermedad cardiaca del bajista y vocalista John Glascock, realizó una gira con los Jethro Tull, a dos de cuyos miembros, Ian Anderson y Barriemore Barlow, conocía desde los años en que residió en Blackpool.
- Datos: Q11704565